# 双日オートグループ東京
双日オートグループ東京株式会社は東京都豊島区に本社を置くBMW、MINIの正規ディーラーである。双日のグループ企業。

## 概要
BMW JAPANの正規ディーラー。BMW・MINIの新車販売、中古車販売及び部品販売、整備、損害保険代理店業務を行う。現在は、東京の東地区でBMW新車2拠点、MINI新車2拠点、中古車1拠点にて営業をしている。
当初は、東京マツダ販売株式会社のBMW部門・株式会社モトーレントーマツとして、1995年に設立された。2023年1月に株式譲渡により現在の社名へ変更。

## 沿革
- 1995年
  - 9月 - 株式会社モトーレントーマツとして設立。本店を設置
  - 12月 - 足立営業所を設置
- 1997年
  - 3月 - 江戸川アプルーブドカーセンターを設置
  - 7月 - 江東営業所を設置
- 1998年1月 - 調布営業所、多摩NT営業所を設置（株式会社アルピン・アウトを合併）
- 1999年1月 - 荒川サービスセンターを設置
- 2001年1月 - 江戸川営業所を設置[1]
- 2002年
  - 2月 - 江戸川アプルーブドカーセンターを移転
  - 3月 - 足立営業所にMINI足立を開設、江東営業所にMINI江東を開設（MINIの営業開始）
- 2004年3月 - 荒川サービスセンターを閉鎖
- 2006年1月 - 調布営業所にアプルーブドカーセンターを併設
- 2016年2月 - 江東営業所を建替え[2]、BMW単独拠点としてオープン。江戸川営業所をMINI江戸川としMINI単独拠点化する。
- 2017年
  - 3月 - 多摩NT営業所を閉鎖
  - 12月 - 調布営業所を閉鎖
- 2018年4月 - MINI亀有[3][4]/MINI NEXT亀有を設置、足立営業所をBMW単独拠点化する
- 2019年9月 - MINI江戸川をリニューアルオープン
- 2020年
  - 1月 - 江戸川アプルーブドカーセンターを移転し、BMW Premium Selection江戸川として新規開設
  - 7月 - 女優の岡崎紗絵をモトーレントーマツの広報部長として任命する[5][6]
  - 11月 - 足立営業所を建て替え、Tomatsu BMW足立としてオープン[7]
- 2023年1月 - 東京マツダ傘下のモトーレントーマツから事業を継承し、商号を双日オートグループ東京株式会社に変更[8]

## 店舗一覧
- 足立 BMW
- 江東 BMW
- BMW Premium Selection 江戸川（中古車部門）
- MINI 江戸川
- MINI 亀有 / MINI NEXT 亀有（後者は中古車部門）